# Emmanouil Tsouderos
Emmanouil Tsouderos (Rethymno, 19 luglio 1882 – Genova, 10 febbraio 1956) è stato un politico greco, primo ministro di un governo in esilio durante l'occupazione tedesca nella seconda guerra mondiale.
Dopo aver studiato legge all'Università di Atene proseguì gli studi in economia sia a Parigi che a Londra. All'età di soli 24 anni di ritorno dai suoi studi fu eletto membro del Parlamento cretese tra il 1906 ed il 1912. Dopo l'unificazione di Creta con la Grecia venne eletto al Parlamento Ellenico e nominato Ministro dei Trasporti sotto il dicastero di Eleutherios Venizelos e Ministro delle Finanze nel governo di Themistoklīs Sofoulīs. Con la fondazione della Banca Centrale di Grecia venne eletto prima vicepresidente nel 1928 ed in seguito Presidente della stessa nel 1931. 
Nel 1941 succedette ad Alexandros Koryzis come Primo ministro della Grecia dopo il suicidio di Koryzis a seguito della invasione della Heer tedesca e del suo arrivo ad Atene. Subito dopo il suo incarico Tsouderos fu costretto a fuggire in esilio con il sovrano Giorgio II a Creta da dove iniziò ad organizzare ciò che rimaneva delle forze armate greche contro gli invasori.